# ستيريت
ستيريت (بالإنجليزية: Sterrett)‏ هي مدينة أمريكية تقع في ولاية ألاباما.ويبلغ عدد سكانها 712 نسمة حسب إحصاء سنة 2010 م.